# マシンロボNEXT
『マシンロボNEXT』は、バンダイから発売されていた食玩。

## 概要
2012年より展開が開始された食玩『ムゲンバイン』の新シリーズ。シリーズのルーツとなったマシンロボのブランド復帰として、タイトルも『マシンロボNEXT』となった。
ロボット形態の本体（ロイド）とサポートマシン4機の組み合わせで構成されており、組み換え合体で巨大ロボを形成する。それぞれのサポートマシンは手足に変形可能で、各マシンに専用の頭部パーツが付属する。そのため、同種類のマシン4機+本体との合体も可能である。前シリーズの『進化合体エヴォルバイン』が塗装済みなのに対し、本シリーズはシールを貼る箇所がある。ただし塗装箇所もあるため、シールは少なめになっている。
食玩『ムゲンバイン』シリーズのため、過去に発売されたシリーズや、『エヴォルバイン』との合体も可能。また、メガハウスから発売されている『爆獣合神ジグルハゼル』との組み合わせも可能となっている。

## シリーズラインナップ

### マグナムポリス
2012年1月9日発売。全5種。
パーツの組み換えで、5パターンの形態に合体可能。
- ポリスロイド（胴体）
- マグナムパトカー（右腕、組み換えでパトカー特化タイプに合体）
- マグナムソニック（左腕、組み換えでソニック特化タイプに合体）
- マグナムホイール（右足、組み換えでホイール特化タイプに合体）
- マグナムジャイロ（左足、組み換えでジャイロ特化タイプに合体）

### グラビティビルダー
2012年8月6日発売。全5種。
パーツの組み換えで、5パターンの形態に合体可能。
- ビルダーロイド（胴体）
- グラビティドリル（右腕、組み換えでドリル特化タイプに合体）
- グラビティクレーン（左腕、組み換えでクレーン特化タイプに合体）
- グラビティショベル（右足、組み換えでショベル特化タイプに合体）
- グラビティドーザー（左足、組み換えでドーザー特化タイプに合体）

### ヴォルテクスパイレーツ
2013年1月7日発売。全5種。
パーツの組み換えで、5パターンの形態に合体可能。
- ヴォルテクスロイド（胴体） - ヴォルテクスボンバーにも変形可能
- ヴォルテクスガレオン（右腕、組み換えでガレオン特化タイプに合体）
- ヴォルテクスマリン（左腕、組み換えでマリン特化タイプに合体）
- ヴォルテクスウィール（右足、組み換えでウィール特化タイプに合体）
- ヴォルテクスファイター（左足、組み換えでファイター特化タイプに合体）
  - さらにマグナムポリスとグラビティビルダーとの合体で、ヴォルテクス・M・Gにもできる。

## 用語
マシンブレイカー
誰も知らない場所で、自然発生した機械生命体の軍団。合体して巨大な怪物なる。怪事件を起していた、デスジャイロとデスグラビティもその先兵である。彼らの本拠地は巨大な塔のような建造物。

## 公式サイト
- マシンロボNEXTヴォルテクスパイレーツ バンダイ公式サイト
- マシンロボNEXTグラビティビルダー バンダイ公式サイト
- マシンロボNEXTマグナムポリス バンダイ公式サイト